# Régiment de Hallwyl
Le régiment de Hallwyl est un régiment d’infanterie suisse du royaume de France créé en 1719 sous le nom de régiment de Karrer. Il faisait partie des Troupes de la Marine et fut notamment stationné en Nouvelle-France.

## Création et différentes dénominations
- 1719 : création du régiment de Karrer pour le service des colonies, formé par François-Adam, chevalier de Karrer.
- 8 juillet 1720 : le régiment est transféré au « Service de la Marine » (Troupes de la Marine). Il est affecté à la garnison de La Rochelle et à la garde des implantations de la vallée du Mississippi en Louisiane française[1].
- Juin 1721, toutes les compagnies, à l'exception de la compagnie de colonels restée à Rochefort, s'embarquèrent pour les colonies[1].
- 1730 : Les régiments suisses sont détachés dans différentes garnisons[1]
  - une compagnie dans la garnison de Rochefort avec un détachement à L'Isle Royale pour la Louisiane française et à la forteresse de Louisbourg pour l'Acadie.
  - une compagnie de gardes suisses en Martinique.
  - une compagnie de gardes suisses à Saint-Domingue (futur Haïti).
- 1731 : Création d'une quatrième compagnie pour la Louisiane française (commandée par Jean-Grégoire Volant en 1747).
- 1733 : L'officier Karrer est promu brigadier et colonel de régiment.
- 1736 : Chevalier Louis-Ignace de Karrer, fils de l'ancien colonel Karrer, nommé commandant de régiment, grade et fonction qu'il assumera jusqu'à sa mort survenue en 1752.
- 21 août 1752 : renommé régiment de Hallwyl
- 1er juin 1763 : licencié

## Équipement

### Drapeaux
4 drapeaux, dont un blanc colonel, « semé de fleurs de lys d’or, & croix blanche, avec ces mots pour devise, Fidelitate & honore Terra & Mari », et 3 d’ordonnance, « à flâmes rouges, bleues & jaunes par opposition aux mêmes croix blanches et devise ».

Drapeau d’ordonnance
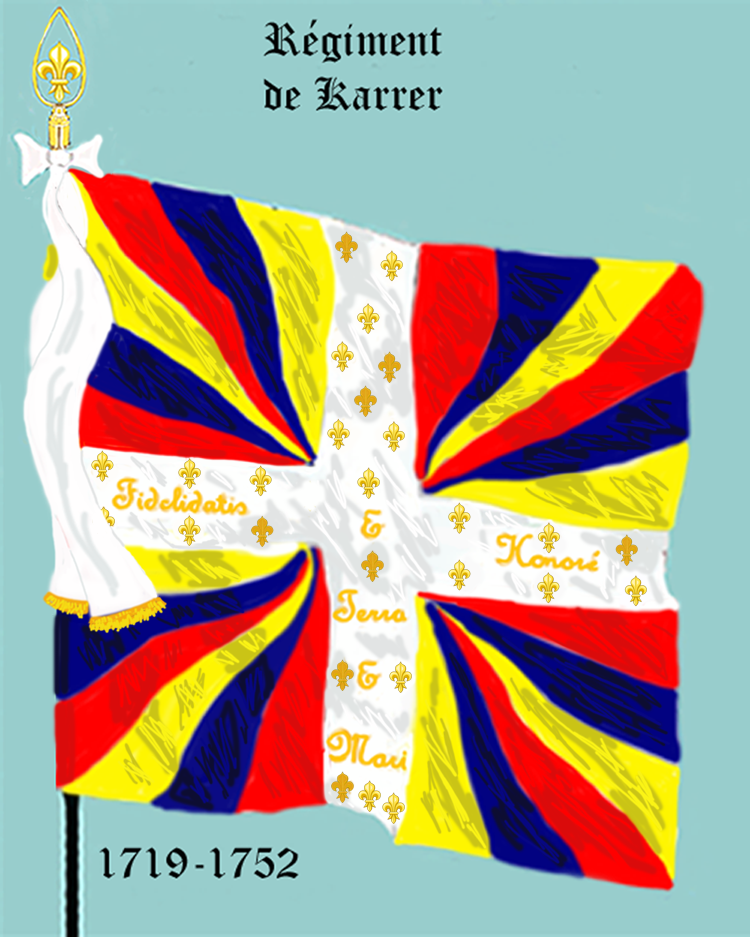
régiment de Karrer de 1719 à 1752
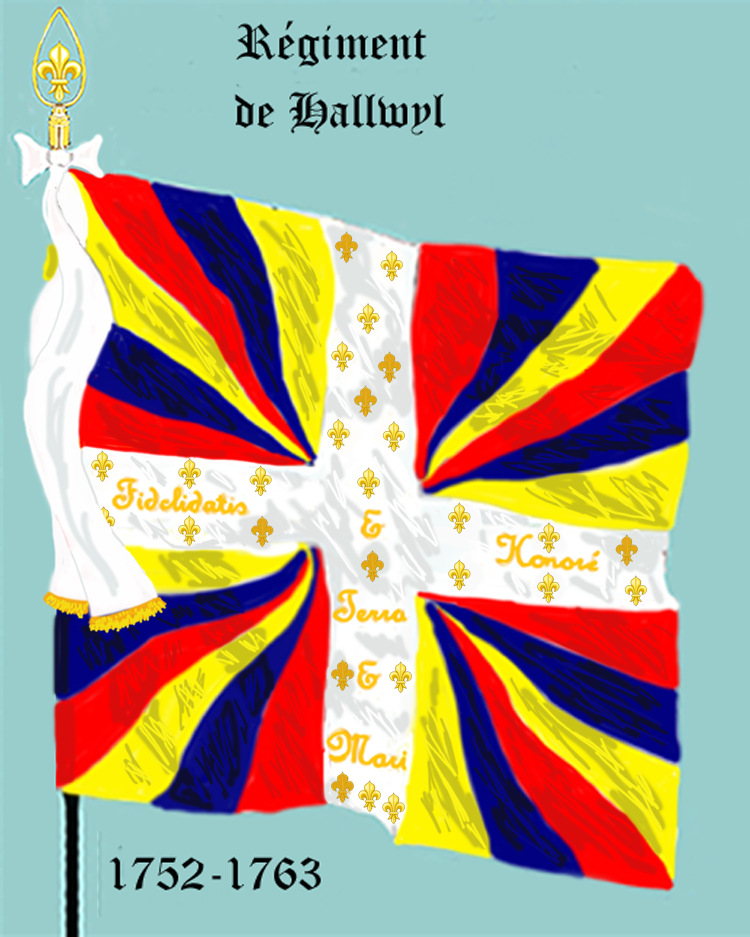
régiment de Hallwyl de 1752 à 1763

### Habillement

Uniformes
régiment de Karrer, ordonnance de 1719
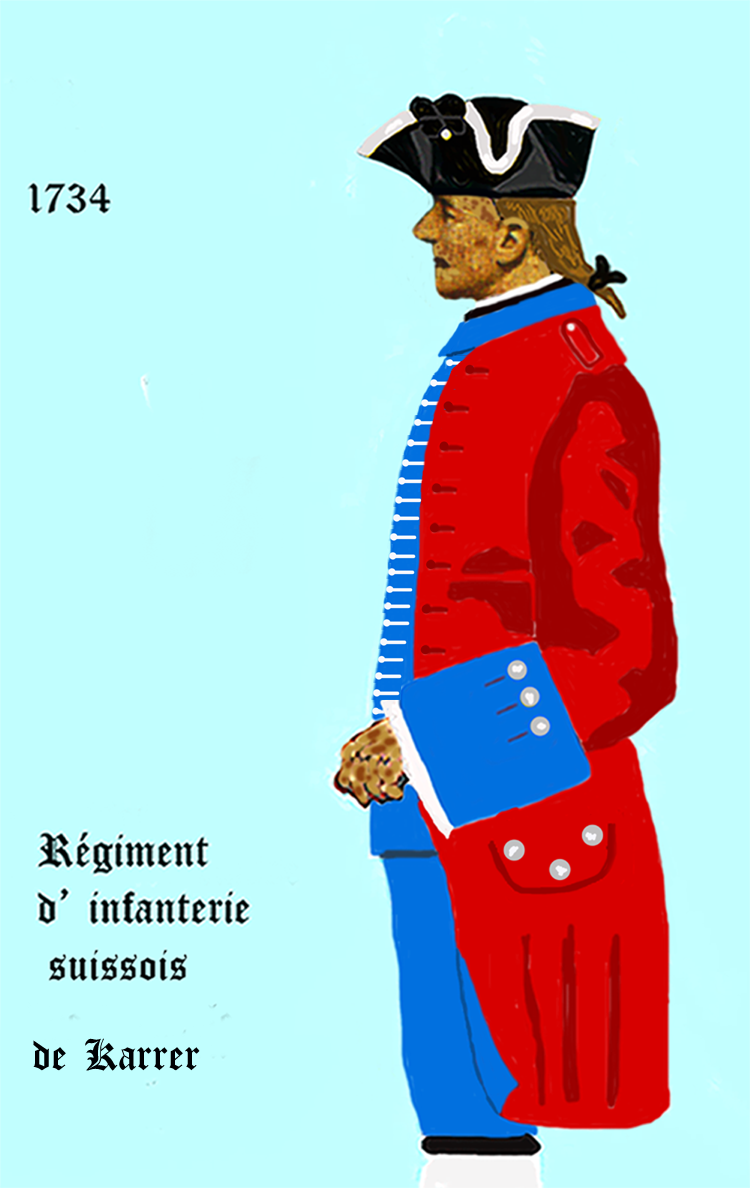
régiment de Karrer, de 1734 à 1740
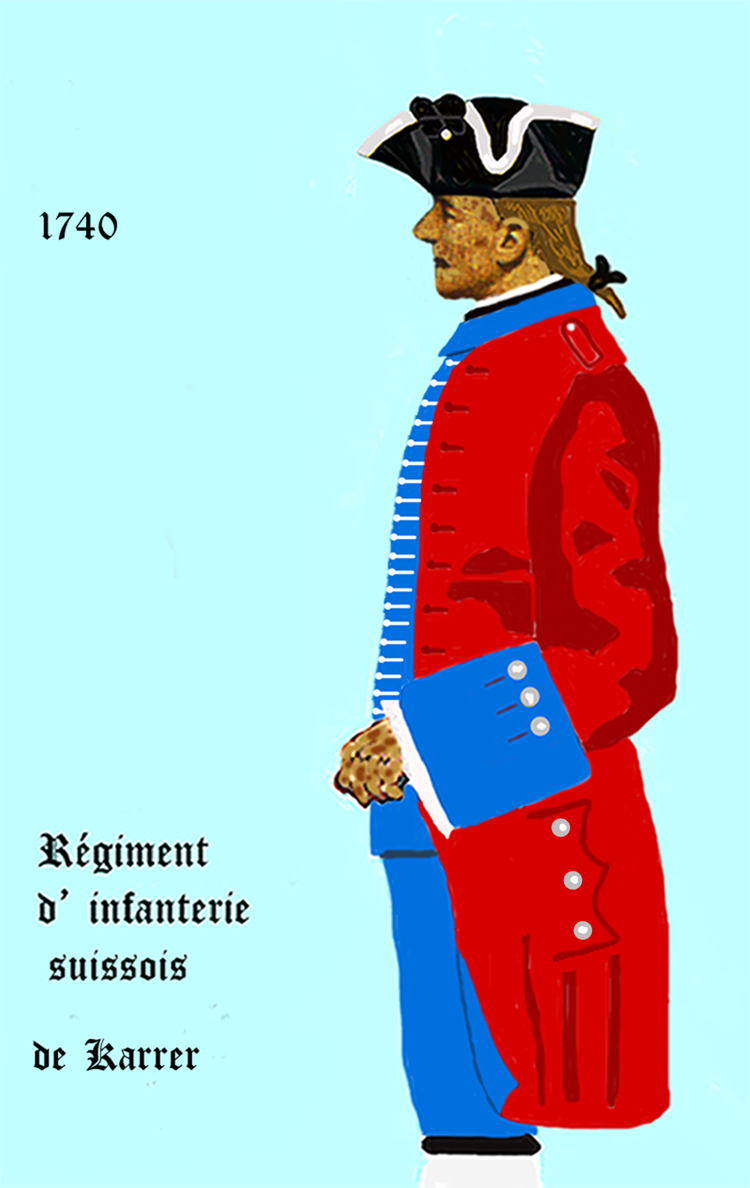
régiment de Karrer, puis régiment de Hallweyl de 1740 à 1763
régiment de Karrer, ordonnance de 1741

Les uniformes du régiment suisse de Karrer étaient comme tels : « habit rouge ; doublure, parements et culottes bleus ; poches en long ; veste bleue croisée, avec doubles boutons et boutonnières blanches ; manches en botte ; petit collet bleu ; boutons d’étain façonnés ; bas blancs ; chapeau bordé d’argent. » Le tambour-major portait les couleurs du colonel, soit un manteau bleu et jaune. Les tambours étaient décorés d'une flamme de la même couleur que le drapeau du régiment.
- Gravure uniformologique : Régiment de Karrer et Compagnie des Indes

## Historique

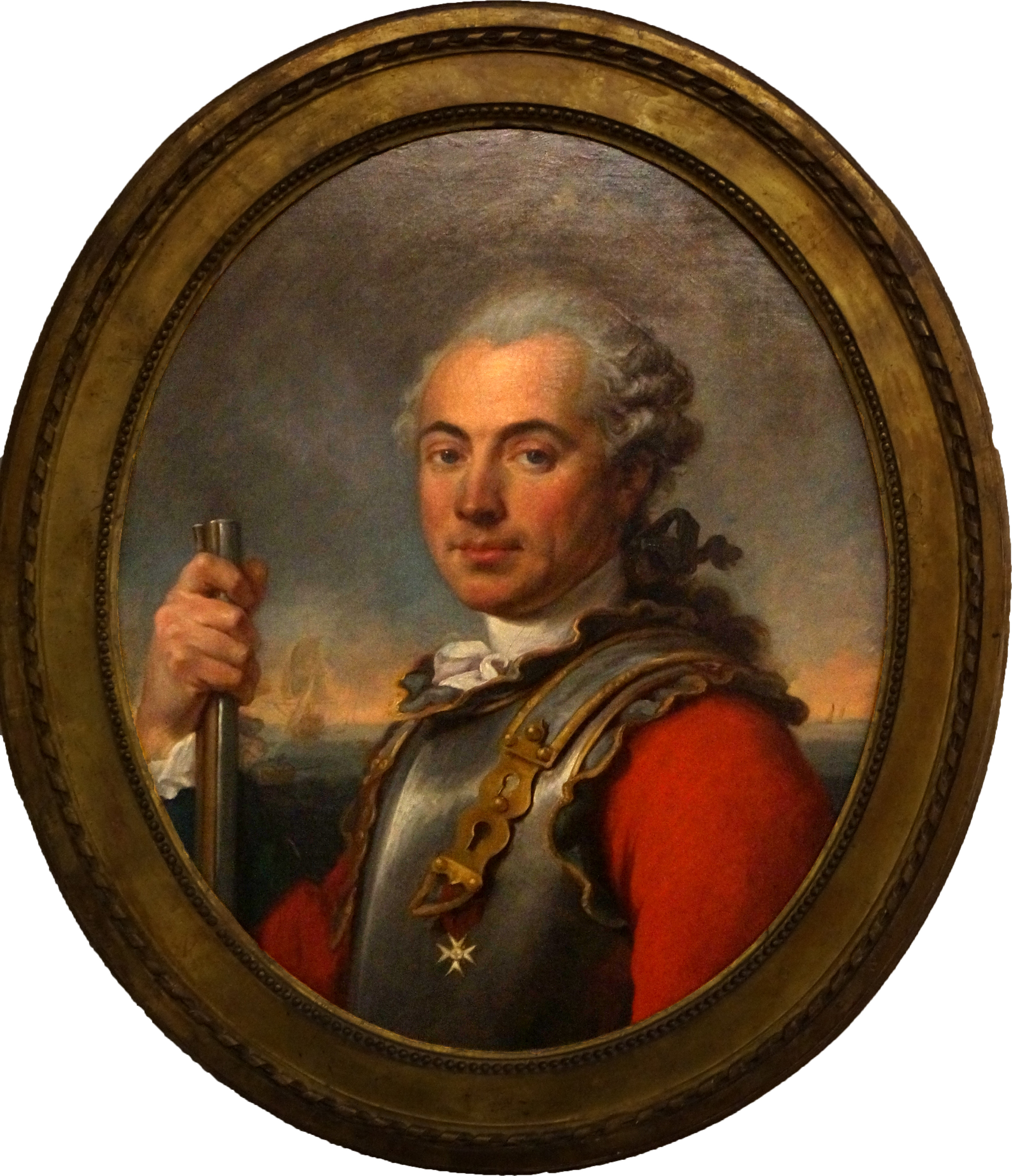
Edmond Sadouvilliers de Billaud, capitaine lieutenant.

### Colonels et mestres de camp
- novembre 1719 : François-Adam de Karrer, chevalier de Karrer, du canton de Soleure, colonel et brigadier,
- 21 février 1736 : Chevalier Louis-Ignace de Karrer, chevalier de Karrer, fils du précédent,
- 21 août 1752 : Jean François Joseph, chevalier puis comte de Hallwyl, brigadier le 25 janvier 1760, maréchal de camp le 25 juillet 1762

### Autres officiers
- 1752 : Edmond Antoine François de Sadouvilliers de Billaud

### Composition
Les détails de la convention réglant l’organisation du régiment de Karrer furent arrêtés et signés, le 8 juin 1721, par le duc L.-A. de Bourbon et le chevalier de Karrer, comme suit : le régiment se composerait de 3 compagnies de 200 hommes chacune, y compris les officiers. Toutefois, le colonel pouvait, lorsqu’il le jugeait utile, porter à 250 hommes, au moyen de surnuméraires, l’effectif de chaque unité.
Une des 3 compagnies (la compagnie colonelle) constituait le dépôt et stationnait à la Rochelle; elle fournissait seulement un détachement de 50 hommes pour les colonies. Les deux autres servaient sur les vaisseaux et dans les possessions françaises d’Amérique.
Les cadres de chaque unité furent ainsi fixés : 1 capitaine-lieutenant, 2 lieutenants, 1 sous-lieutenant, 1 enseigne et 8 sergents. Le choix des officiers appartenait au chevalier de Karrer. Le 3 août 1722, l’insuffisance du nombre des officiers et des sergents amena le roi, désireux d’assurer une bonne discipline, à prononcer, sur la proposition du colonel, une augmentation d’un second lieutenant, d’un second enseigne et de deux sergents dans les cadres des compagnies.
Le 10 juillet 1731, une ordonnance créa une quatrième compagnie ne comportant aucun surnuméraire, et le nombre de ces derniers fut réduit de 50 à 47 dans les trois autres unités. Le 25 septembre 1731, la capitulation de juin 1721 fut renouvelée, avec quelques légères modifications, par le comte de Maurepas et acceptée par le chevalier de Karrer. Le nouvel acte détermina l’organisation du régiment ainsi :
La 1re compagnie (sédentaire) avait pour garnison Rochefort, et se composait : du colonel, le chevalier de Karrer ; d’un major, d’un aumônier, de 2 capitaines-lieutenants, de 2 lieutenants, 2 sous-lieutenants, 2 enseignes ; de 12 sergents, 18 caporaux, 4 trabans ; d’un tambour-major et de 6 tambours, 2 fifres et 149 soldats.
Le colonel et le major devaient appartenir à la religion catholique, apostolique et romaine.
La 2e et la 3e compagnie, destinées au service des colonies, comportaient chacune : 2 capitaines-lieutenants, 2 lieutenants, 2 enseignes, 8 sergents, 12 caporaux, 4 trabans, 4 tambours et 1 fifre.
Ces deux compagnies, à l’effectif de 200 hommes, se divisaient elles-mêmes en deux demi-compagnies avec 1 capitaine-lieutenant, 1 lieutenant, 1 sous-lieutenant, 1 enseigne, 4 sergents, 6 caporaux, 2 trabans, 2 tambours et 82 soldats.
La quatrième compagnie avait : 1 capitaine-lieutenant, 2 lieutenants, 1 sous-lieutenant, 1 enseigne, 8 sergents, 12 caporaux, 4 trabans, 4 tambours, 1 fifre et 166 soldats.
150 hommes de cette compagnie (officiers et sous-officiers compris) participaient au service colonial et les 50 autres servaient à la suite de la compagnie colonelle.
En outre, chacune des 4 compagnies possédait un chirurgien frater et un vivandier, comptant l’un et l’autre dans le nombre des soldats.

### Campagnes et batailles
Le 15 décembre 1719, le chevalier François Adam de Karrer, originaire de Soleure fut autorisé à lever en Alsace et en Suisse un bataillon de 3 compagnies, de 250 hommes, pour le service de la Louisiane. Ce bataillon, dans lequel furent admis un assez grand nombre de déserteurs des régiments étrangers, se constitua à Besançon, de janvier à juin 1720.
Le 8 juillet 1720, le régiment fut transféré au « Service de la Marine » et affecté à la garnison de La Rochelle et à la garde des établissements français de la vallée du Mississippi. En juin 1721, toutes les compagnies, à l'exception de la compagnie de colonels restée à Rochefort, s'embarquèrent pour les colonies.
À peine formé, le régiment suisse de Karrer se rendit en juillet à Lorient, à la solde de la Compagnie des Indes. Le 31 janvier 1731, deux compagnies du bataillon furent envoyées à Port-Louis et la 3e à Hennebont. De nouveau réunies, le 25 juin de la même année, à Lorient, elles passèrent, au mois d’aout à La Rochelle, lieu de stationnement qui leur était assigné par la marine.

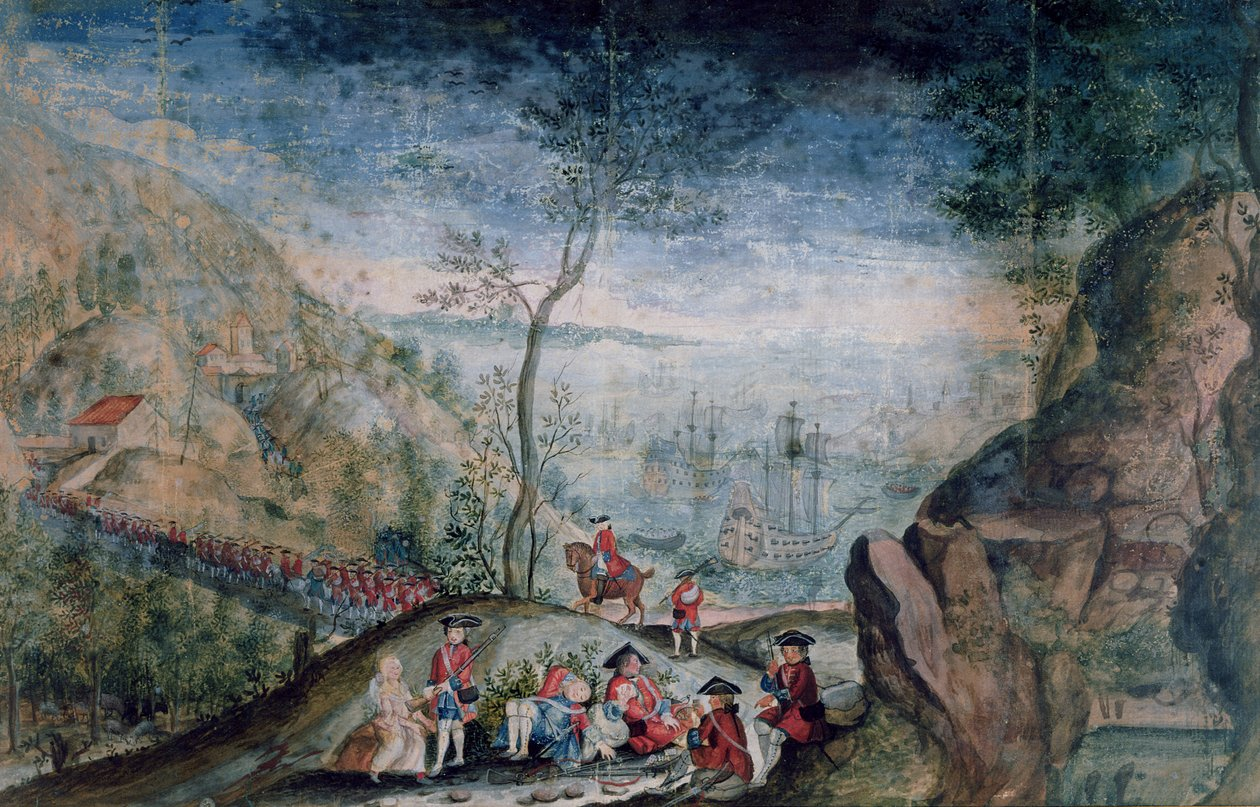
Le débarquement de 50 soldats du régiment de Karrer à Louisbourg sur l'île du Cap-Breton entre 1722 et 1733.

Les colonies d’Amérique se trouvant exposées aux menaces anglaises, le roi, sur l’avis du régent, décida, le 8 juin de l’année suivante, que le régiment de Karrer relèverait désormais du Département de la marine. Peu de jours après, dans une lettre écrite à l’intendant de Rochefort, le conseil de marine signalait ce rattachement comme très avantageux : « tant au point de vue militaire qu’en raison des travaux auxquels les soldats suisses pourraient être utilement employés dans les ports et aux colonies ».
Durant la guerre de Succession d'Autriche, le régiment de Karrer fut envoyé en Nouvelle-France, et en particulier à Louisbourg, pour aider les troupes françaises et les milices canadiennes contre les armées anglaises. 
À Louisbourg à l’automne 1743, il comptait 165 hommes. La veille du siège de 1745, il ne lui manquait que sept soldats.
| Louisbourg | Louisbourg | Louisbourg | Louisbourg |
| Année      | Soldats    | Officiers  |            |
| ---------- | ---------- | ---------- | ---------- |
| 1722       | 49         | 1          |            |
| 1724       | 98         | 2          |            |
| 1741-45    | 147        | 3          |            |
| Québec     |            |            |            |
| Année      | Soldats    | Officiers  |            |
| 1747-49    | 29         | 1          |            |

### Quartiers
- Rochefort pour la compagnie colonelle, les trois autres compagnies sur les vaisseaux du Roi et dans les colonies françaises de Sa Majesté[2]